# Nitzer Ebb
I Nitzer Ebb (si pronuncia, night-zer o nit-zer,  ed è corretta in entrambi i modi) è un gruppo musicale britannico formatosi nel 1982 nella contea inglese dell'Essex da Douglas McCarthy (voce, synth), e Vaughan (Bon) Harris synth e percussioni, e David Gooday, tutti compagni di scuola.

## Gli inizi —Basic Pain Procedure(1983)
I Nitzer Ebb iniziarono ad esistere quando Douglas McCarthy incontrò Bon Harris. Avevano in comune l'interesse per la stregoneria, parlare agli alberi, e raccogliere pietre a Chelmsford e a Little Baddow, in Inghilterra. Presero ispirazione dalle band punk di quell'epoca, i DAF, i Killing Joke, e i Bauhaus. Nell'agosto del 1983, il gruppo registrò il primo demo tape, Basic Pain Procedure. Questo raro demo includeva otto canzoniː Faded Smiles, Tradition, The Home, Star, The Pass, The Book, Crane, Trust Ran in Colours. Il trio debuttò in piccoli locali, e, grazie alla loro sceneggiatura in stile militare e l'energia della loro musica, iniziarono a guadagnarsi l'apprezzamento di un pubblico sempre maggiore. Ben presto iniziarono a suonare in club più grandi e a fare concerti. Combinando l'energia punk con l'impulso elettronico dei DAF, pubblicarono, il 7 gennaio 1985, il loro primo singolo, Isn't It Funny How Your Body Works,  per un'etichetta discografica autoprodotta, la Power Of Voice Communicationsː la loro musica divenne presto una scena fissa nei club. Un doppio A-sided singolo, Warsaw Ghetto/So Bright So Strong, seguì nel 1985 confermando il successo della critica e del pubblico. Due ulteriori uscite,  Let Your Body Learn/Get Clean e Murderous furono pubblicate dalla Power of Voice Communications prima che firmassero un contratto con la Mute Records. Per la distribuzione negli Stati Uniti al band si appoggiò alla Geffen Records, costringendo la band ad estenuanti controversie con la Warner Bros. Records alla MCA Records, titolari in precedenza della distribuzione dei loro album.

## That Total Age(1987)
Nel maggio 1987, l'album di debutto per la Mute Records, rappresentata negli Stati Uniti dalla Geffen/Warner Bros., That Total Age, ottenne un quasi immediato successo grazie al mix sapiente di bass ritmo e voci arrabbiate dei singoli,  Join in the Chant e Let Your Body Learn. Entrambi i brani furono apprezzati sulla scena dei club europei e all'ombra del nascente movimento Balearic Beat. Alla band fu chiesto di aprire un tour dei Depeche Mode.

## Belief(1989)
Nel 1988, Doug e Bon realizzarono il perfetto album elettronico, risultante come secondo album del gruppo, Belief. Preceduto da un pezzo classico, Control, I'm Here, l'album venne pubblicato nel 1989 e fu co-prodotto dal produttore discografico inglese, Flood, lo stesso dei Depeche Mode, e degli U2. I Flood produssero anche i tre album seguenti e remixarono altri pezzi. La band era ora composta dalla coppia, Harris e McCarthy, con Julian Beeston alle percussioni. Due ulteriori singoli, Hearts & Minds e Shame furono pubblicati nel 1989 con straordinari remix di Daniel Miller e William Orbit.

## Showtime/As Is/Ebbhead(1990-1991)
Con l'album Showtime, pubblicato nel 1990, la band che si sposta dal quattro/quarti, e da un ritmo dance a 130-bpm all'esplorazione di altri generi musicali, quali il jazz, il rock, il blues, ma continuando a suonare nel il loro tipico stile. Il primo singolo, Lightning Man, divenne una hit dance, impreziosita con un clarinetto jazzante che accompagnava la voce di Doug. La canzone venne generalmente riconosciuta come musica sperimentale, spingendo i confini della musica tradizionale oltre gli schemi di quei tempi. I Nitzer Ebb avevano anche trovato l'apprezzamento di etichette internazionali, grazie soprattutto al supporto dei Depeche Mode, che gli chiesero di essere la band di accompagnamento nel loro World Violation Tour statunitense. I Depeche Mode furono spesso visti indossare magliette che supportavano i Nitzer Ebb, per lo più, durante il periodo di pubblicazione del video del singolo, Enjoy the Silence.

## Formazione

### Formazione attuale
- Bon Harris - sintetizzatore
- Douglas McCarthy - voce
- Jason Payne - batteria

## Discografia
- Basic Pain Procedure (1983)
- That Total Age (1987)
- So Bright So Strong (1988)
- Belief (1989)
- Showtime (1990)
- As Is [EP] (1991)
- Ebbhead (1991)
- Big Hit (1995)
- Body of Work (2006)
- Body Rework (2006)
- Industrial Complex (2010)